# 20世紀デザイン切手シリーズ
20世紀デザイン切手シリーズ（にじっせいきデザインきってシリーズ）は、日本の特殊切手のシリーズの一つ。 

## 概要
日本の20世紀を象徴しつつ21世紀へ向けて夢と希望のある題材を各種ジャンルに渡ってデザインした切手のシリーズ。1999年1月1日から2月28日までデザインを募集するアンケートを行い80円8枚・50円2枚の1シート10枚740円で発行し同年8月23日の第1集を皮切りに、毎月23日の「ふみの日」前後に発売し、2000年12月22日まで全17集が発行された。

## 選考委員会
一般アンケートに先立ち1998年11月24日に「20世紀デザイン切手選考委員会」を設置、学識経験者やタレントなど21名を据えてデザインの選定にあたった。
選考委員メンバー
| - 磯田尚男（デザイナー） - 岡本綾 - 加山又造 - 河相我聞 - 木村太郎 - 楠田枝里子 - 田村亮子 | - 藤堂裕（弁護士） - C・W・ニコル - 西沢潤一 - 西山登志雄 - 平岩沙也香（全国郵便友の会連合会委員長） - 福原義春 - 松井秀喜 | - 三浦朱門 - 水谷八重子 - 宮城まり子 - 毛利衛 - フランソワーズ・モレシャン - やなせたかし - 吉村作治 |

## 発行日とデザイン
太字は50円切手、それ以外は80円切手。芸術5・文学11・音楽16・スポーツ17・芸能8・映画8・漫画アニメ10・科学技術11・社会13・経済5・世相9・ファッション4・くらし10・自然生物7・その他7の合計141項目が採用された。

### 1999年
- 8月23日発行「第1集 1901(明治34)年「みだれ髪」から」
  - 背景：夏目漱石

1. 「みだれ髪」与謝野晶子 - 初版本表紙と肖像
2. 常設映画館「電気館」開業  - 「電気館」外観と創業10周年チラシのデザイン（部分）
3. チンチン電車 - チンチン電車と東京・銀座界隈
4. 川上音二郎・貞奴 - 錦絵「川上音二郎肖像」（部分）と錦絵「貞奴の道成寺」（部分）
5. 日露戦争 - 錦絵「日露戦争大日本赤十字野戦病院負傷者救療の図」（部分・右側拡大）
6. 同（部分・左端抜粋）
7. 「吾輩は猫である」夏目漱石 - 初版本表紙の題字と扉絵
8. 「坊っちゃん」夏目漱石 - 中短編集「鶉籠」の表紙絵（部分）と題字
9. ハイカラ - 「時好双六」のハイカラが描かれた部分
10. 両国国技館落成 - 錦絵「常陸山と梅ヶ谷」（部分）と当時の両国国技館外観

- 9月22日発行「第2集 明治から大正へ」
  - 背景：小学唱歌双六（部分）

1. 文部省唱歌始まる - 当時の教科書表紙飾り模様と題字及び「唱歌双六」（部分）
2. 白瀬隊南極探検 - 白瀬矗中尉の肖像とオーロラ
3. 初の国産飛行機、飛行船 - 初の国産飛行機「会式一号」と初の国産飛行船「山田式第一号」（会式一号主翼部）
4. 同・会式一号尾翼部と山田式第一号
5. 野口英世博士の活躍 - 晩年の博士の肖像と愛用の顕微鏡
6. ニホンオオカミ絶滅 - 「博物館獣譜」に掲載されたオオカミの図
7. 五輪に初参加 - ストックホルム大会の入場行進と五輪マーク
8. 宝塚唱歌隊誕生 - 第一回公演「胡蝶」の舞台イメージ
9. 「カチューシャの唄」松井須磨子・島村抱月 - 「カチューシャの唄」楽譜表紙絵と松井須磨子・島村抱月の肖像
10. ミルクキャラメル発売 - ミルクキャラメル初期のチラシに描かれたイラスト

- 「第3集「東京駅開業」から」
  - 背景：開業当時の東京駅南口

1. 東京駅開業 - 彩色石版画「東京停車場の図」綱島亀吉画（左側）
2. 同上（右側）
3. 第一次世界大戦 - 「少年軍艦双六」（部分）川端龍子画
4. 洋髪流行 - 洋髪姿の女性（ウェーブと耳隠し）
5. 「羅生門」「鼻」（芥川龍之介） - 短編集「羅生門」の表紙と肖像
6. 簡易生命保険始まる - 創業当時のポスター
7. 大正デモクラシー - 吉野作造博士の肖像と雑誌「白樺」の創刊号表紙（部分）児島喜久雄画
8. 米騒動 - 白米巡回販売風景と米騒動絵巻「米の廉売東別院」（部分）桜井清香画
9. 竹久夢二の活躍 - 版画「宝船」
10. 同・半襟図案「玉椿」（部分）と肖像

- 12月22日発行「第4集「箱根駅伝始まる」から」
  - 背景：版画「銀座風景」から

1. 箱根駅伝始まる - 走者のイメージ（学校のマークは省略）と木版画「東海道五十三次之内箱根」（部分）安藤廣重画
2. ゴンドラの唄 - 「ゴンドラの唄」楽譜表紙絵（部分）竹久夢二画と当時の蓄音機のイメージ
3. 関東大震災 - 震災直後の浅草「凌雲閣」
4. マンガ「のんきなトウサン」 - 単行本「のんきなトウサンおもしろ絵日記」表紙絵の原画（部分）麻生豊画
5. マンガ「正チャンの冒険」 - 単行本「お伽 正チャンの冒険 夢の巻」表紙絵（部分）樺島勝一画
6. タンチョウ - タンチョウと釧路湿原のイメージ
7. 甲子園球場開場 - 竣工当時の甲子園球場外観と全国中等学校優勝野球大会のプレー風景
8. 無声映画全盛 - 映画「国定忠治」の尾上松之助
9. 同・映画「雄呂血」の阪東妻三郎
10. モダンボーイ・モダンガール - 当時の風俗のイメージ

### 2000年
- 1月21日発行「第5集「昭和」始まる」
  - 背景：アムステルダムのオリンピック・スタジアムと金・銀メダルのイメージ

1. 映画「鞍馬天狗」 - 映画「鞍馬天狗異聞」の嵐寛寿郎
2. 東京地下鉄開業 - 開業当時のポスター・杉浦非水画（部分）ホーム到着待ちデザイン
3. 同・ホーム乗降デザイン
4. ラジオ体操始まる - 制定当時のポスター（部分）
5. アムステルダム五輪：水泳男子200m平泳ぎで金メダルを受賞した鶴田義行選手
6. 同・陸上三段跳びで金メダルを受賞した織田幹雄選手
7. 同・8月2日の陸上プログラム表紙（部分）
8. 同・陸上女子800mで銀メダルを受賞した人見絹枝選手とオリンピック・スタジアム
9. カフェー全盛：カフェーのある当時の街角のイメージ
10. 「放浪記」林芙美子：初版本表紙（部分）と肖像

- 2月9日発行「第6集「昭和初期の浅間山」から」
  - 背景：雑誌別冊付録「のらくろ子犬時代」表紙絵（部分）

1. 昭和初期の浅間山 - 噴煙を上げる浅間山のイメージ
2. 「蟹工船」小林多喜二 - 初版本表紙デザイン（部分）と肖像
3. ハンドバッグ・開襟シャツ - ハンドバッグを持つ女性と開襟シャツの男性
4. 国産乗用車量産始まる - ダットサン10型ロードスター（背景はダットサン10型フェートン キャビン部分）
5. 同・トヨダAA型乗用車（背景はダットサン10型フェートン ボンネット部分）
6. マンガ「のらくろ」 - 単行本「のらくろ上等兵」の一コマ（部分）・田河水泡画
7. 日本ダービー始まる - 第1回日本ダービー優勝馬ワカタカ号のイメージ
8. 同・第2回日本ダービー優勝馬カブトヤマ号と目黒競馬場のイメージ
9. 影を慕いて - 「影を慕いて」楽譜表紙（部分）
10. 五・一五事件 二・二六事件 - 二・二六事件当日の国会議事堂周辺の鎮圧部隊

- 2月23日発行「第7集「大言海」から」
  - 背景：雪原を走るD51

1. 「大言海」大槻文彦 - 初版本装幀の文様（部分）と肖像
2. 東京音頭 - 「東京音頭」楽譜表紙（部分）
3. エノケン一座 - 舞台「エノケンの金色夜叉」と映画「エノケンの青春酔虎伝」の榎本健一
4. プロ野球結成 - 結成当時の米国遠征試合風景のイメージ・捕手と審判
5. 同・打者
6. 忠犬ハチ公 - 生前のハチ公と初代の銅像
7. 「宮本武蔵」吉川英治 - 初版本「地・水の巻」扉模様（部分）と肖像
8. 蒸気機関車D51登場 - 最初のD51（背景は吹田機関区に整列するD51） 除煙板・第1動輪付近まで
9. 同・第2動輪付近以降
10. リュウキュウカラスバト - リュウキュウカラスバトのイメージとハイビスカス

- 3月23日発行「第8集「ヘレン・ケラー女史初来日」から」
  - 背景：沢村栄治投手

1. ヘレン・ケラー女史初来日 - ヘレン・ケラー女史の肖像
2. 神風号・ニッポン号飛行成功 - 神風号とニッポン号（神風号前部とニッポン号後部）
3. 同・神風号後部とニッポン号前部
4. 千人針・国民服・モンペ - 左にモンペ・右下に国民服・右上に千人針のイメージ
5. 「路傍の石」山本有三 - 初版本表紙デザイン（部分）と肖像
6. 映画「愛染かつら」 - ポスターの題字と一場面
7. 横綱双葉山69連勝 - 土俵入り姿のイメージと当時の番付表
8. 沢村栄治投手の活躍 - 投球姿
9. 誰が故郷を想わざる - 楽譜表紙（部分）
10. 棟方志功の活躍 - 鐘渓頌「唐衣の柵」

- 4月21日発行「第9集「杉原千畝副領事がビザ発給」から」
  - 背景：高村智恵子画「パンジー」紙絵

1. 杉原千畝副領事がビザ発給 - 肖像とユダヤ人に発給したビザ（部分）とイスラエル政府より送られたメダル
2. 国民学校始まる - 教科書「ヨミカタ」の挿絵（部分）
3. 真珠湾攻撃・太平洋戦争勃発 - 真珠湾上空を飛ぶ日本軍の航空機
4. 高村光太郎が詩集「道程」で第一回帝国芸術院賞 - 肖像と初版本中扉表紙と詩（部分）
5. 昭和新山 - 噴煙を上げる昭和新山
6. 広島原爆 - 広島の原爆ドーム
7. 長崎原爆 - 長崎の平和祈念像
8. 終戦 - 戦艦ミズーリ号の上で行われた降伏文書の調印式
9. 黄金バット - 紙芝居版加太こうじ画
10. 同・マンガ版永松健夫画

- 5月23日発行「第10集「リンゴの唄」から」
  - 背景：単行本「サザエさん」第6巻表紙

1. リンゴの唄 - 楽譜表紙（部分）とリンゴの木
2. サザエさん - 単行本「サザエさん」第1巻の表紙（部分）
3. 日本国憲法施行 - 記念切手のデザイン部分（50銭切手・1947年5月3日発行）と記念花電車のイメージ
4. 古橋廣之進選手世界新記録 - 記録を達成した大会の優勝トロフィー（部分）と力泳中のイメージ
5. 「紅白歌合戦」始まる - 優勝旗のイメージ（部分）
6. 鉄腕アトム - 雑誌「少年」1951年7月号タイトル部分のアレンジ
7. 同・雑誌「少年」1961年8月号付録表紙（部分）
8. 「君の名は」真知子巻き流行 - 映画「君の名は 第2部」の一場面
9. 「二十四の瞳」壺井栄 - 肖像と直筆文字に初版本中扉挿絵（部分・森田元子画）

- 6月23日発行「第11集「ラジオ定着・テレビ本放送開始」から」
  - 背景：東京タワー

1. ラジオ定着・テレビ本放送開始 - 当時のラジオとテレビのイメージ
2. 黒澤明監督の活躍 - 撮影中の姿と映画「七人の侍」の一場面をアレンジ
3. 同・七人の侍一場面左側
4. 力道山の活躍 - 肖像とチャンピオンベルトのバックル部分
5. 同・試合中の一場面のアレンジ
6. ゴジラ - 映画「ゴジラ」の一場面をアレンジ
7. 太陽族流行 - 太陽族ファッションのイメージと湘南の風景
8. 1万円札発行 - 1万円札デザインの聖徳太子を描いた部分
9. 東京タワー完成 - 完成当時の東京タワーと展望券をアレンジ（展望券・東京タワー外観下部鉄骨部）
10. 同・東京タワー外観の大半

- 7月21日発行「第12集「カラフト犬タロ・ジロ南極越冬」から」
  - 背景：東京五輪の開会式風景

1. カラフト犬タロ・ジロ南極越冬 - 越冬が確認されたジロ・背景に巡視船宗谷船首部
2. 同・越冬が確認されたタロ・宗谷後部
3. 皇太子殿下（天皇陛下）御成婚 - 御祝宴の記念菓子器（ボンボニエール）のイメージ
4. 伊勢湾台風 - 上陸日の気象天気図のアレンジ
5. 上を向いて歩こう - 楽譜と星空のイメージ
6. 「竜馬がゆく」司馬遼太郎 - 肖像と直筆題字と坂本龍馬の写真
7. こんにちは赤ちゃん - 楽譜と当時の赤ちゃん人形のイメージ
8. 東海道新幹線開通 - 湯河原付近を走る車輌のイメージと木版画「東海道五十三次之内 小田原」（部分・安藤廣重画）
9. 東京五輪 - 公式ポスターのアレンジ（水泳デザイン）
10. 同・聖火リレーデザイン

- 8月23日発行「第13集「ひょっこりひょうたん島」から」
  - 背景：太陽の塔の原型

1. ひょっこりひょうたん島 - 番組に登場した人形「ドン・ガバチョ」と「トラヒゲ」、背景は「ひょうたん島」
2. 同・番組に登場した人形「ハカセ」と「ライオン」
3. 新三種の神器 - 当時のカラーテレビ・車・クーラーのイメージ（テレビ画面内下部に車・右上にクーラー）
4. ウルトラマン - 番組開始当時の「ウルトラマン」をアレンジ
5. 同・番組開始当時から人気の怪獣「バルタン星人」をアレンジ
6. GSブーム - 当時のエレキギターのイメージ
7. ノーベル文学賞受賞 - 1968年受賞式での川端康成（右）と1994年受賞式での大江健三郎（左）
8. 男はつらいよ - 映画「男はつらいよ」シリーズ第1作の一場面
9. 日本万国博覧会・太陽の塔 - 会場の「お祭り広場」に建つ太陽の塔
10. 戦争を知らない子供たち - 楽譜と当時の若者に流行したファッションのイメージ

- 9月22日発行「第14集「高松塚古墳壁画発見」から」
  - 背景：琉球舞踊「女踊り・四つ竹」のイメージ

1. 高松塚古墳壁画発見 - 東壁男子群像
2. 同・西壁女子群像
3. ジャイアントパンダ初来日 - 来日したカンカン（手前）とランラン（後）
4. 沖縄復帰 - 守礼門と紅型の文様
5. ベルサイユのばら - 昭和47年頃に描かれた主人公「オスカル」の原画・池田理代子画
6. 小澤征爾の活躍 - ボストン交響楽団音楽監督に就任した頃の指揮姿とオーケストラのイメージ
7. ON時代・王貞治選手長嶋茂雄選手の活躍 - 昭和39年頃の王選手の打撃姿
8. 同・昭和47年頃の長嶋選手の打撃姿
9. 襟裳岬 - 楽譜と襟裳岬の風景イメージ
10. 宇宙戦艦ヤマト - 昭和49年頃に描かれた「ヤマト」の原画をアレンジ・松本零士画

- 10月23日発行「第15集「時代」から」
  - 背景：機動戦士ガンダムの主要登場人物のイラストレーション

1. 時代 - 楽譜とフォークギターのイメージ
2. およげ!たいやきくん - 楽器とレコードジャケット（部分）
3. カラオケ流行 - カラオケ用マイクロフォンのイメージ
4. 秋桜 - 楽譜とコスモスの花のイメージ
5. UFO - 楽譜と当時発売されたUFOの玩具のイメージ
6. 3年B組金八先生 - 番組タイトルと一場面のイメージ
7. 機動戦士ガンダム - 昭和54年に描かれた「ガンダム（背景はザク）」の原画のアレンジ・大河原邦男画
8. 同・主人公「アムロ（背景はガンダム）」の原画のアレンジ・安彦良和画
9. 電子音楽の流行 - 当時のシンセサイザーと音楽のイメージ
10. おしん - 一場面のイメージ

- 11月22日発行「第16集「昭和から平成へ」」
  - 背景：サッカー競技のイメージ

1. ハレーすい星接近：ハレーすい星のイメージ
2. 青函トンネル開通：開業初上り列車「海峡」（背景はトンネルを出る試運転列車）
3. それいけ!アンパンマン - アンパンマン・やなせたかし画
4. 同・アンパンマンの仲間たち（しょくぱんまん・カレーパンマン・ドキンちゃん・ばいきんまん）やなせたかし画
5. 吉野ヶ里遺跡発掘 - 復元した物見櫓のイメージ
6. 美空ひばり国民栄誉賞受賞 - 1985年撮影の肖像
7. Jリーグ開幕 - Jリーグマスコット「J-BOY」
8. 同・開幕当時の公式試合球
9. 平山郁夫世界遺産の文化財保護にも活躍 - ユネスコ親善大使・平山郁夫が描いた世界遺産「敦煌」画題「敦煌鳴沙」
10. 同・世界遺産「法隆寺」画題「斑鳩の里朝陽 法隆寺」

- 12月22日発行「第17集「皇太子殿下御成婚」から」
  - 背景：NASAスペースシャトルから見た地球

1. 皇太子殿下御成婚 - 祝宴パレードで国民の祝賀にお応えになる皇太子同妃両殿下
2. 阪神・淡路大震災 - 復興のシンボル「火の鳥」と阪神・淡路地区の地図と被災した高速道路のイメージ
3. 情報通信サービスの普及 - 携帯電話とパソコンのイメージ
4. 日本人宇宙飛行士活躍 - 日本人宇宙飛行士初搭乗のNASAスペースシャトル「エンデバー号」打ち上げ風景
5. 同・日本人宇宙飛行士の宇宙船外活動風景
6. 地球温暖化防止問題 - 地球温暖化防止京都会議記念切手のデザイン部分
7. 長野五輪 - 公式エンブレム
8. 同・マスコット「スノーレッツ」
9. 同・公式ポスターのアレンジ
10. 日本サッカー世界へ飛躍 - 1998年FIFAワールドカップの出場を決めたアジア地区最終予選での日本代表選手